# Département d'Andalgalá
27° 36′ S, 66° 19′ O

Le département d'Andalgalá est une des 16 subdivisions de la province de Catamarca, en Argentine. Son chef-lieu est la ville d'Andalgalá.
Le département a une superficie de 4 497 km2. Sa population s'élevait à 17 102 habitants, selon le recensement de 2001, ce qui lui donnait une densité de 3,8 hab./km2. Selon les estimations de l'INDEC, il avait 17 839 habitants en 2005.

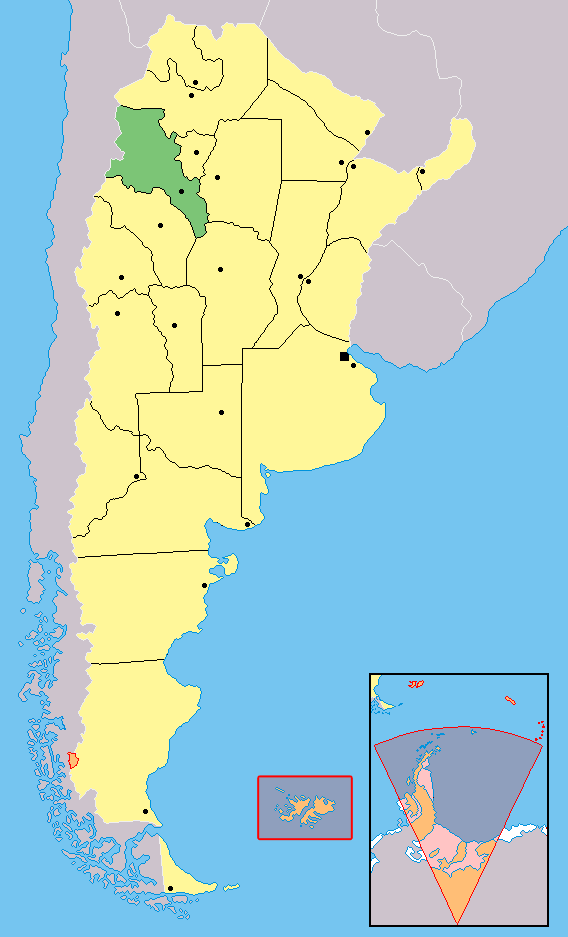
Localisation de la province de Catamarca en Argentine.

Il est en grande partie inclus dans la partie sud de la cuvette du salar de Pipanaco.